# Corallus annulatus
Corallus annulatus är en ormart som beskrevs av Cope 1876. Corallus annulatus ingår i släktet trädboaormar, och familjen Boidae.
Arten förekommer i Centralamerika från Guatemala och Belize söderut samt i Colombia.

## Underarter
Arten delas in i följande underarter:
- C. a. annulatus
- C. a. blombergi
- C. a. colombianus